# Sievjerodonetsk

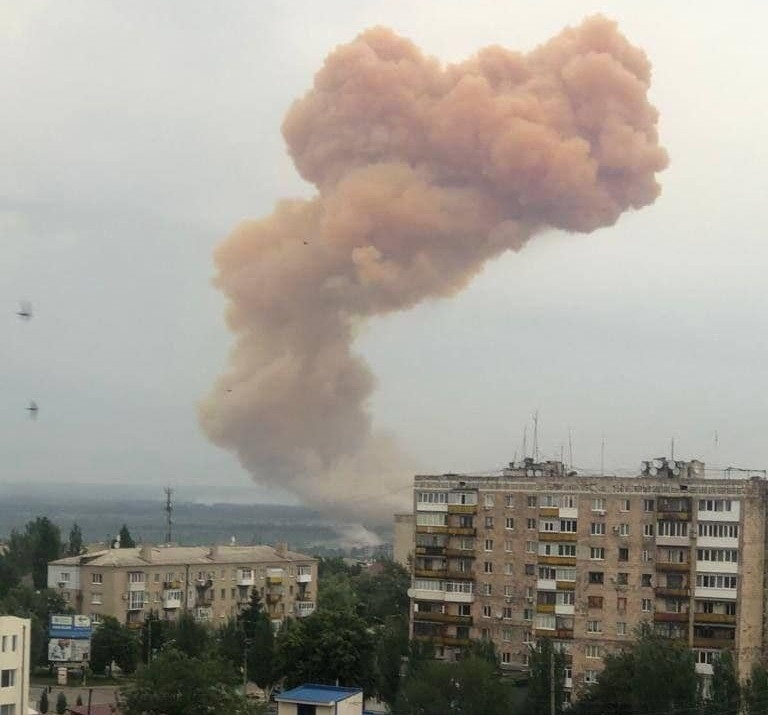
Angrepp mot stadens centrum i maj 2022.

Sievjerodonetsk (ukrainska: Сіверськодонецьк, ryska: Северодонецк) är en stad i Luhansk oblast i östra Ukraina. Den är även centralort för en rajon med samma namn. Staden ligger vid floden Donets, nära Lysytjansk. Sievjerodonetsk hade ungefär 99 100 invånare i januari 2022.
Samhället grundades 1934 som ett kemisk industrikomplex. Tillverkningen, som baseras på koks, har successivt utökats och Sievjerodonetsk är tillsammans med  Lysytjansk och Rubizjne ett av Ukrainas största industriområden.
Orten kom efter 2014 att fungera som de facto centralort för Luhansk oblast, när dess de jure centralort Luhansk kom under kontroll av den ryskstödda Folkrepubliken Lugansk under det rysk-ukrainska kriget.
Under Rysslands fortsatta invasion av Ukraina 2022 kom staden under kraftig artilleribeskjutning, varvid omkring 90 % av byggnaderna skadades. När de ryska styrkorna tog över i slutet av juni, lär det ha varit endast några hundra civila kvar i staden.